# 筋湯温泉
筋湯温泉（すじゆおんせん）は、大分県玖珠郡九重町（旧国豊後国）にある温泉。九重九湯の一つである。

## 泉質
- 単純温泉
- ナトリウム - 塩化物泉
  - 源泉温度58 - 63℃

筋肉の筋に対する効能があるとされ、温泉名の由来となった。

## 温泉街
阿蘇くじゅう国立公園内、湧蓋山の南東麓標高1000mの高所に、約30軒の旅館ホテルが存在する。「日本一の打たせ湯」を謳っており、浴場に打たせ湯施設を有する旅館も多い。
共同浴場は4軒存在する。
- うたせ湯
- 岩ん湯
- せんしゃく湯
- 薬師湯

「うたせ湯」はその名の通り浴場に打たせ湯が何本も存在する。また、「うたせ湯」裏には足湯もある。

## 歴史
開湯は958年（天徳2年）である。温泉地として開かれたのは1658年（明暦4年、万治元年）である。
1897年（明治30年）、1949年（昭和24年）と2回の火事で温泉街のほとんどが焼失しており、現在の温泉地の姿は2回目の大火の後の復興により形成された。
2003年（平成15年）8月に、近くの八丁原地熱発電所が発電用に汲み上げた温泉を源泉として供給する「筋湯温泉供給株式会社」が設立され、同年12月より供給が始まった。この取り組みは2004年（平成16年）8月に発生した温泉偽装問題で取り上げられた。ただし、期待した源泉と異なる源泉に入浴することにはなっても、温泉法を満たした温泉であるため、伊香保温泉などと同列に論じられないことから騒動はすぐに収まった。

## アクセス
- 鉄道：久大本線豊後中村駅より九重町コミュニティバスで約50分。
- バス：九州横断バス筋湯温泉入口停留所下車。